# Peter Löffler (Regisseur)
Peter Löffler (* 3. September 1926 in Zürich; † 30. Juli 2015 ebenda) war ein Schweizer Dramaturg, Regisseur und Intendant.

## Leben
Löffler wuchs als Sohn des Internisten Wilhelm Löffler und jüngerer Bruder von Susanna Löffler in Zürich auf; der älteste Bruder, Hans Löffler (1916–1997), war Mediziner und Mikrobiologe. Er studierte 1946–1956 Kunstgeschichte, Archäologie und Literaturwissenschaft in Zürich. Von 1946 an hatte er sich auch drei Jahre zum Schauspieler ausbilden lassen. Von 1950 bis 1961 war er Dramaturg und leitender Dramaturg am Schauspielhaus Zürich (Direktor: Oskar Wälterlin), inszenierte aber auch einige Stücke selbst. Anschliessend wurde er 1962–65 Vizedirektor und Chefdramaturg. Er wechselte während der Direktion von Leopold Lindtberg an die Akademie der Künste Berlin (West), wo er 1968 die Leitung der Berliner Festwochen übertragen bekam. Löffler folgte Lindtberg als Intendant ab Januar 1969 und engagierte den Dramaturgen Klaus Völker sowie die Regisseure Max Peter Ammann als Oberspielleiter und Peter Stein. Verschiedene Querelen um seinen politisch progressiven Spielplan (v. a. Edward Bonds "Early Morning") führten zu seinem Abgang 1970, als Harry Buckwitz die Intendanz übernahm. Löffler ging 1972–1975 als Intendant an das Staatstheater Kassel.

## Werke (Auswahl)
- Jacques Callot. Versuch einer Deutung. Keller, Winterthur 1958. (Diss. phil. I Zürich 1958).
- mit Kurt Hirschfeld und Heiri Steiner: Schauspielhaus Zürich 1938–1958. Zum 20-jährigen Bestehen der Neuen Schauspiel AG Zürich herausgegeben., Oprecht, Zürich 1958.
- Gordon Craigs frühe Versuche zur Überwindung des Bühnenrealismus, Theaterverlag, Bern 1969.
- Guillaume Apollinaire: Die Brueste des Tiresias übersetzt von Peter Löffler, Springer Basel, Basel 1989.
- Futurismus: Fuenf-und-Zwanzig Stuecke, Birkhäuser, Basel 1990.
- Max Reinhardt: Drei Don-Carlos-Parodien, Springer Basel, Basel 1992, ISBN 978-3-7643-2708-8.
- Die Geschichte vom Soldaten / L'Histoire du Soldat: in der deutschen Nachdichtung von Hans Reinhart. Das Profil der Uraufführung in Lausanne im September 1918, Springer Basel, Basel 1994, ISBN 978-3-7643-2958-7.